# Germanes Balık
Didem i Sinem Balık, també conegudes com a Germanes Balık (İzmir, 21 de maig de 1974) són dues germanes bessones turques que formen un duo de artistes d'opera. Didem Balık és mezzosoprano i Sinem Balık és soprano. Canten en cinc llengues.